# Vogelenmarkt
De Vogelenmarkt is een wekelijkse markt op zondag in Antwerpen.

## Naam
De naam Vogelenmarkt verwijst naar de oorsprong en het vroegere aanzicht van de Vogelenmarkt: er werd aanvankelijk hoofdzakelijk gevogelte verkocht. In het Antwerpse dialect is 'vogelen' (in Standaardnederlands een archaïsche vorm) het gangbare meervoud van 'vogel'. De markt wordt ook wel "Vogelmarkt" of "Vogeltjesmarkt" genoemd.

## Geschiedenis
In de 16de eeuw beleefde Antwerpen haar Gouden Eeuw en de welstand van de burgers had zijn weerslag op het marktgebeuren. In die periode ontstond ook de Vogelenmarkt. Over de locatie waar destijds de Vogelenmarkt werd gehouden blijven historische bronnen erg vaag. In een akte uit 1272 werd vermeld dat er op de Meir een markt voor wildbraad gehouden werd.
Historicus Floris Prims beschrijft de Vogelenmarkt als volgt: 

Op de vroegere Vogelenmarkt vond men eendvogels, gans, snep, veldhoenderen, reiger, putoer, quack, kapuin en hen, benevens smalvogelen of klein gevogelte. Natuurlijk mochten haas en konijn niet ontbreken
— Floris Prims

Vast staat dat deze markt in het begin van de 19de eeuw verhuisde naar de huidige locatie. Dat kon omdat de stinkende rui (die aansloot op de Spaanse omwalling) krachtens een decreet van Napoleon in 1811 overwelfd werd. Antwerpen was zo meteen een nieuwe, ruime straat rijker. Men noemt ze nog de Vuilrui omdat het water van de rui soms zo stonk, maar rond 1840 werd ze officieel omgedoopt tot Oude Vaartplaats, en de markt kwam dan op de Oude Vaartplaats en het Blauwtorenplein.
Reeds lang voor de Eerste Wereldoorlog, en tot in de jaren 1990 werden op de Vogelenmarkt postduiven en levend pluimvee verkocht. Deze markt was in de jaren 50 en 60 een van de grootste voor post- of wedstrijdduiven van Vlaanderen en de zuidelijke provincies van Nederland. Na de Tweede Wereldoorlog kwamen er ook inheemse en exotische (zang)vogels bij, zoals kanaries, parkieten en vinken.
In de jaren 70 verminderde het aantal duivenmelkers in de stad en ook de belangstelling voor de duivensport: vooral omdat er striktere reglementen kwamen op duiventillen en het houden van duiven.

## Toerisme
De markt wordt veel door toeristen bezocht vanwege de standwerkers die hun producten demonstreren en aanprijzen. Standwerkers staan meestal op jaarmarkten, maar de Vogelenmarkt is daar een uitzondering op. De markt bevindt zich ook midden in de Antwerpse theaterbuurt bij het Theaterplein, dat in 2008 vernieuwd werd met een luifel die nu een deel van de vogelenmarkt overdekt. Toeristen combineren een uitstap naar de markt met een bezoek aan een van de vele theaterhuizen in de buurt. Vlak bij de markt zijn HETPALEIS, de Stadsschouwburg en de Arenbergschouwburg te vinden.

## Koning van de Vogelenmarkt
In 1951 werd gestart met de verkiezingen van de koning van de Vogelenmarkt, wat zou uitgroeien tot een traditie. Vanaf 1973 kiest men ook een koningin van de Vogelenmarkt. Jaarlijks – over twee zondagen in september – kiest een vakjury (van de AMV Algemene Markthandelaars Vereniging, Antwerpen) de koning en koningin van de Vogelenmarkt. Bij het toekennen van de punten spelen verscheidene factoren een rol: de aantrekkelijkheid van de stand, de welbespraaktheid van de standwerker, de manier waarop hij zijn toehoorders weet aan te spreken en te boeien, de wijze waarop hij zich uit de slag weet te trekken en inspeelt op wat er rond zijn kraam gebeurt, de humor etc.
Wie driemaal tot koning verkozen wordt, is keizer en wie drie keer tot koningin verkozen wordt is keizerin. Mia Verbeeck uit Beveren was de eerste vrouw die in 1973 keizerin werd.